# Barbus acuticeps
Barbus acuticeps är en fiskart som beskrevs av Matthes, 1959. Barbus acuticeps ingår i släktet Barbus och familjen karpfiskar. IUCN kategoriserar arten globalt som starkt hotad. Inga underarter finns listade.